# 塔坦盖姆
塔坦盖姆（法語：Tatinghem，法語發音：[tatɛ̃ɡɛm]）是法国上法蘭西大區加来海峡省的一个旧市镇，属于圣奥梅尔区。2016年，塔坦盖姆与市镇圣马丹欧拉尔合并为新市镇圣马丹莱塔坦盖姆。

## 地理
塔坦盖姆（50°44'38"N, 2°12'29"E）面积5.6 平方千米，位于法国上法蘭西大區加来海峡省，该省份为法国北部沿海省份，西北濒北海，南至索姆省，东临北部省。
与塔坦盖姆接壤的市镇（或旧市镇、城区）包括：圣马丹欧拉尔、勒兰冈、隆格内斯、萨尔佩维克、维斯克、聚多斯克。
塔坦盖姆的时区为UTC+01:00、UTC+02:00（夏令时）。

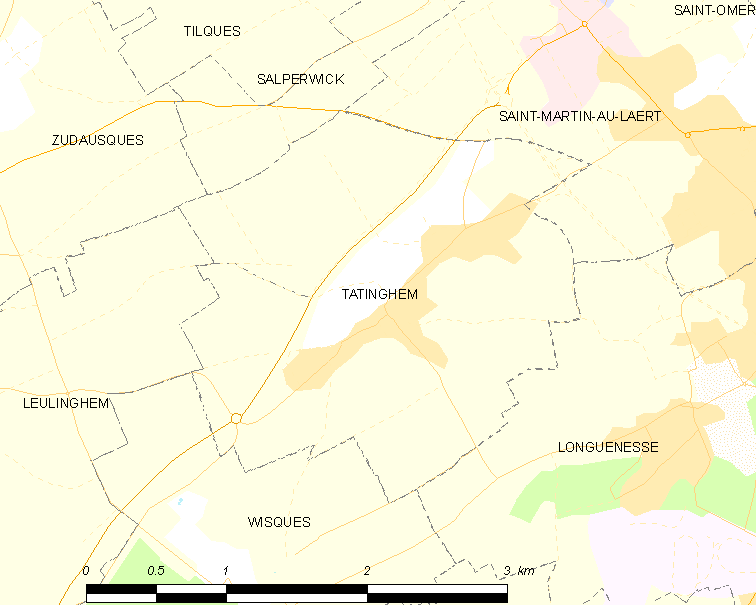
塔坦盖姆的OSM定位图

## 行政
塔坦盖姆的邮政编码为62500，INSEE市镇编码为62807。

## 政治
塔坦盖姆所属的省级选区为圣奥梅尔县。

## 人口

1962-2008年间塔坦盖姆人口变化图示

塔坦盖姆于2018年1月1日时的人口数量为1837人。